# Brug 81
Brug 81 is een vaste brug in Amsterdam-Centrum.
Ze is gelegen in de noordelijke kade van de Lijnbaansgracht en overspant de Reguliersgracht. Het scheepvaart en rijverkeer werd een aantal eeuwen op deze waterkruising als volgt geregeld:
- in de westelijke kade van de Reguliersgracht over de Lijnbaansgracht, zoals we die nu kennen, heeft nooit een brug gelegen
- in de oostelijke kade van de Reguliersgracht over de verlengde Lijnbaansgracht lag een brug, toen de verlengde Lijnbaansgracht werd gedempt, werd die brug overbodig
- in de westelijke kade van de Reguliersgracht lag een brug over de Nieuwe Looiersgracht, ook de Nieuwe Looiersgracht werd gedempt, de brug kon weg; de gracht werd de Fokke Simonszstraat
- even ten zuidoosten van brug 81 lag een brug in de oostelijke van de Reguliersgracht over de Achtergracht; ook de Achtergracht werd hier gedempt en die brug verdween dus ook; de Achtergracht werd de Falckstraat
- brug 81.

Aan beide hellingen staan monumenten: Reguliersgracht 134-136 is een rijksmonument, Reguliersgracht 111 een gemeentelijk monument. De brug is zelf ondanks haar “oude” uiterlijk geen monument, ze is daarvoor te jong. 
Er ligt hier al eeuwen een brug. Daniël Stalpaert tekende op zijn ontwerpkaart uit 1662 hier al een brug in. Er was ter plaatse wel al enige bebouwing ingetekend. Op de tekening van Frederik de Wit uit 1688 is de gehele omgeving bebouwd. Belangrijkste bebouwing was de infirmerie die ten ooster van de brug lag.
De moderne geschiedenis van de brug begint in 1889. De gemeente Amsterdam schreef toen een aanbesteding uit voor het vernieuwen en verbreden van brug 81 inclusief het maken van aansluitende walmuren. Jacob Olie schoot in het decennium daarna hier een aantal foto’s. Daaruit blijkt dat er toen een ijzeren liggerbrug lag met houten balken. De hellingen waren bekleed met kinderhoofdjes. De brug had kenmerkende 19e-eeuwse balustrades. Die brug heeft er min of meer in ongewijzigde vorm tot 1976 gelegen. In 1906 zag het er slecht uit voor de brug, er werden plannen gemaakt om dit stuk Reguliersgracht en de Lijnbaansgracht tot de Vijzelgracht te dempen; het bleef bij plannen maken. Toen werd de brug vervangen door een welfbrug en dus historisch aangepast aan haar omgeving. De brug kreeg daarbij vermoedelijk een betonnen overspanning; of de fundering daarbij vernieuwd werd is vooralsnog onbekend. In 2015 vond er opnieuw onderhoud aan de brug plaats, maar zij is daarbij voor haar uiterlijk nauwelijks gewijzigd.

## Afbeeldingen

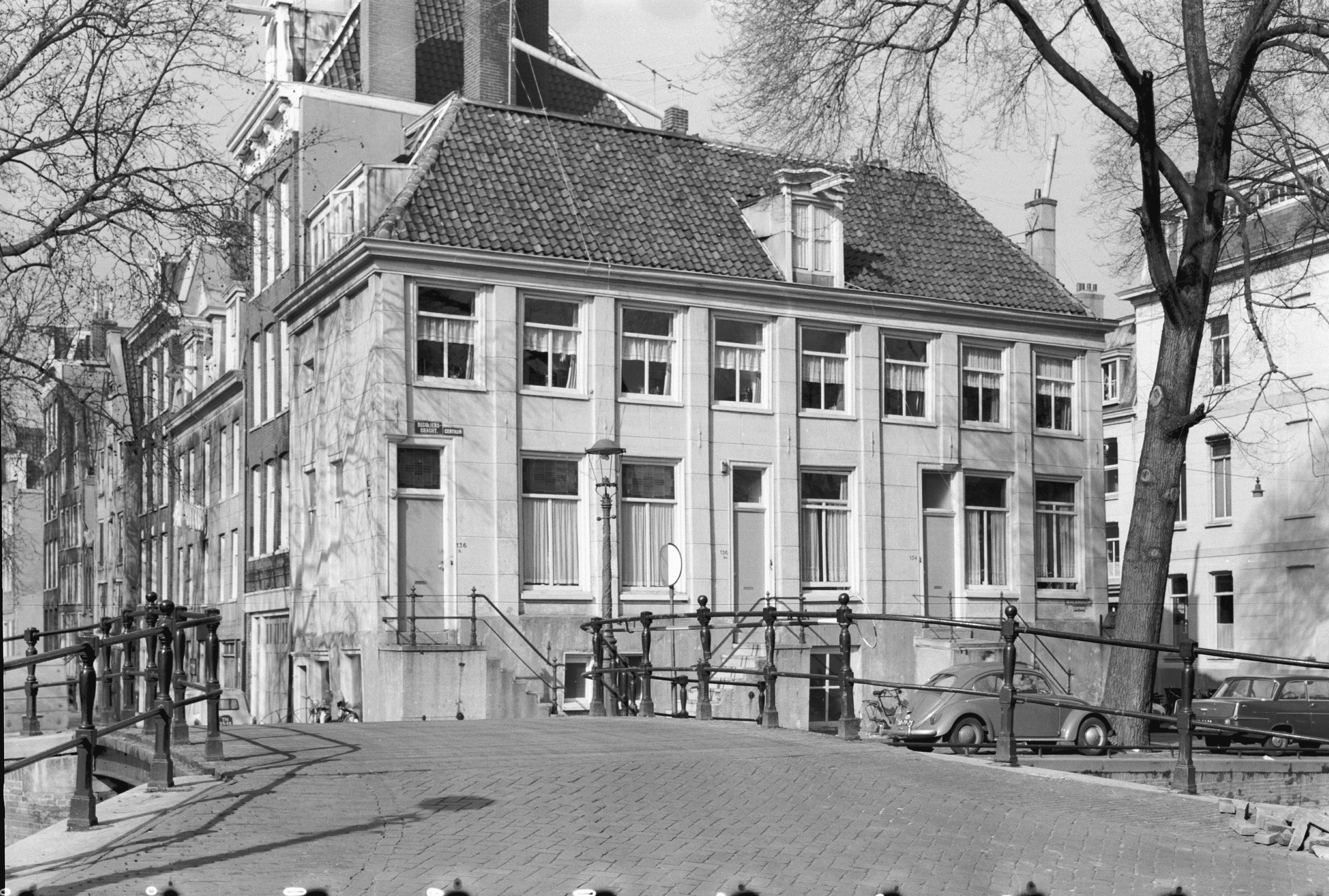
De brug in 1962 met op de achtergrond Reguliersgracht 134-136
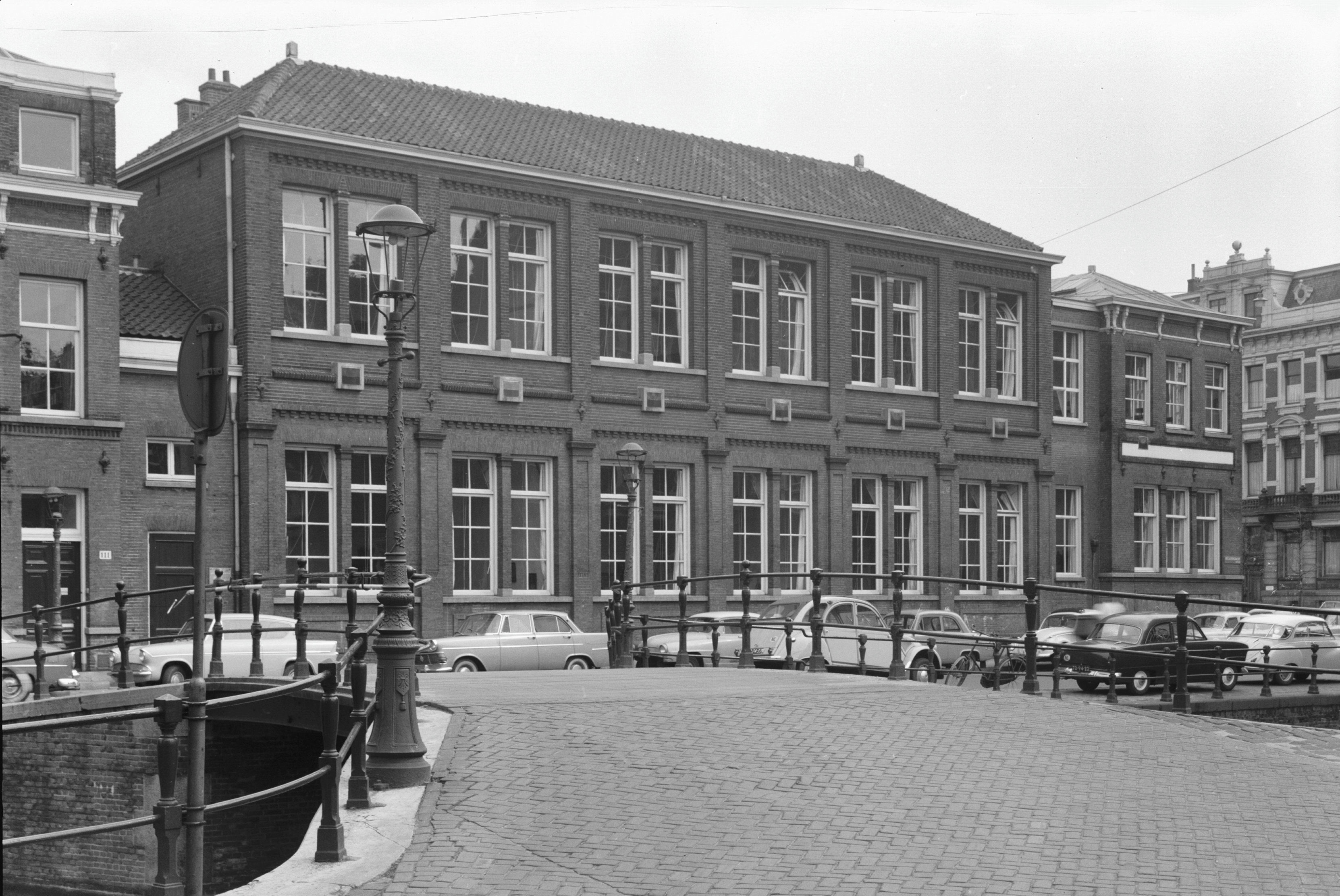
De brug in 1962 met op de achtergrond Reguliersgracht 111

1 · 2 · 3 · 4 · 5 · 6 · 7 · 8 · 9 · 10 · 11 · 12 · 13 · 14 · 15 · 16 · 17 · 18 · 19 · 20 · 21 · 22 · 23 · 24 · 25 · 26 · 27 · 28 · 29 · 30 · 31 · 32 · 34 · 35 · 36 · 37 · 38 · 39 · 40 · 41 · 42 · 43 · 44 · 45 · 46 · 47 · 48 · 49 · 50 · 51 · 52 · 53 · 54 · 55 · 56 · 57 · 58 · 59 · 60 · 61 · 62 · 63 · 64 · 65 · 66 · 67 · 68 · 69 · 70 · 71 · 72 · 73 · 74 · 75 · 76 · 77 · 78 · 79 · 80 · 81 · 82 · 84 · 85 · 86 · 87 · 88 · 89 · 90 · 91 · 92 · 93 · 94 · 95 · 96 · 97 · 98 · 99 · >>>
Brugnummers 33 en 83 zijn niet (meer) vergeven